# Кузнецов, Владимир Николаевич (дипломат, 1934)
Влади́мир Никола́евич Кузнецо́в (22 октября 1934 — 11 сентября 2013) — советский дипломат. Чрезвычайный и полномочный посол.

## Биография
Окончил МГИМО (1958) и Дипломатическую академию МИД СССР (1976). Член КПСС с 1963 года.
С 1976 года работал дежурным референтом, секретарём консульского отдела посольства СССР в Ираке. В 1961—1964 годах был атташе, третьим секретарём Второго Африканского отдела МИД СССР. В 1964—1970 годах работал вторым, первым секретарём секретариата заместителя министра иностранных дел СССР. В 1970—1971 годах — первый секретарь Второго Европейского отдела МИД СССР. В 1971—1974 годах был первым секретарём посольства СССР в Нидерландах.
В 1974—1976 годах — слушатель Дипломатической академии МИД СССР. В 1977—1981 годах был первым секретарём, советником посольства СССР в Бельгии, в 1981—1983 годах — генеральный консул СССР в Антверпене. С 1983 года являлся экспертом Первого Европейского отдела МИД СССР.
- С 8 июля 1986 по 19 апреля 1990 года — чрезвычайный и полномочный посол СССР в Сан-Томе и Принсипи.
- С 1991 по 2 ноября 1992 года — чрезвычайный и полномочный посол СССР-России в Танзании[1].
- С 1992 года — эксперт ОБСЕ в Боснии и Герцеговине.

Похоронен на Ваганьковском кладбище.